# سایمون کونز
سایمون کونز (انگلیسی: Simon Kunz؛ زادهٔ ۸ مهٔ ۱۹۵۴) بازیگر سینما، تئاتر و تلویزیون اهل بریتانیا است.
از فیلم‌ها یا برنامه‌های تلویزیونی که وی در آن نقش داشته‌است می‌توان به ناقوس جنگ، آخرین پادشاهی، چهار عروسی و یک تشییع جنازه، گولدن‌آی، شهر اخگر، پناهگاه، خانواده من، آدمکشان میدسامر، شرلوک، قدم‌زدن با دشمن و بیگانه اشاره کرد.